# ایشا کوپیکار
ایشا کوپیکار (زاده ۱۹ سپتامبر ۱۹۷۶ در بمبئی) بازیگر و مدل هندی است. او پیشینهٔ بازی در سینمای هند، کانارا، تامیل و تلگو را در کارنامهٔ هنری خود داراست.
از فیلم‌ها یا برنامه‌های تلویزیونی که وی در آن نقش داشته‌است می‌توان به چرا من دوست دارم؟ اشاره کرد.

## فیلم‌شناسی
فهرست برخی از فیلم‌هایی که ایشا کوپیکار در آنها به ایفای نقش پرداخته‌است:
- چرا من دوست دارم؟
- ۳۶ محله چینی‌ها
- دوست‌دختر
- قیامت
- رودراکش
- خار
- رشته محبت
- دان: تعقیب دوباره آغاز می‌شود
- چقدر باحال هستیم
- راست یا دروغ
- کمپانی
- قفس
- سلام عزیزم
- درآمد هست آنه مخارج یک روپیه
- دی
- هر لحظه
- زوج
- یکی بهتر از دیگری
- چاندرا لکها
- عشق علاقه محبت
- بیگانه
- عزیز

## نگارخانه

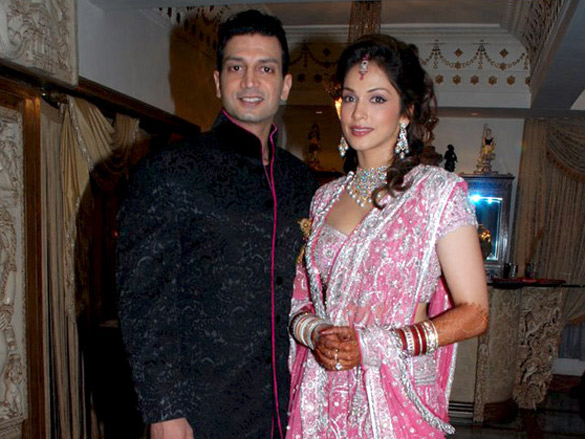
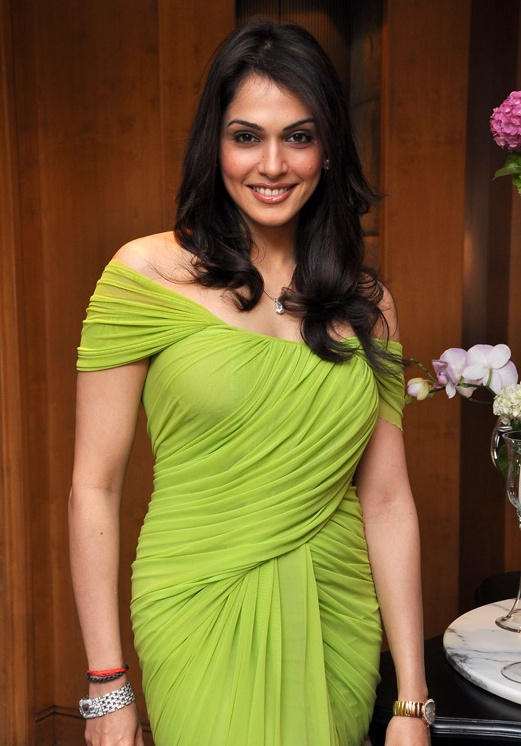
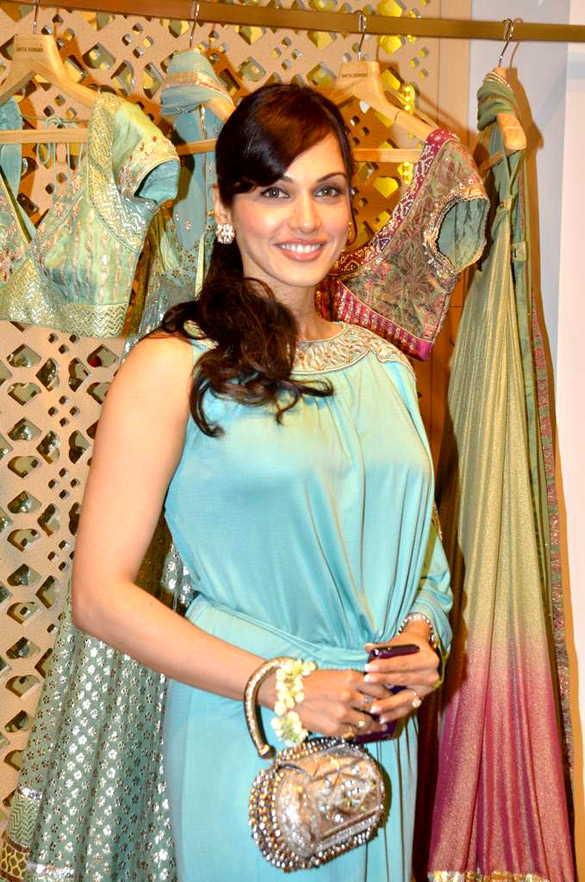